# Scotopteryx pseudomucronata
Scotopteryx pseudomucronata är en fjärilsart som beskrevs av Heydemann 1941. Scotopteryx pseudomucronata ingår i släktet backmätare, och familjen mätare. Inga underarter finns listade.